# Carl Mainka

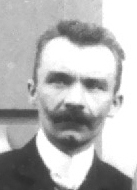
Carl Mainka 1907

Carl Mainka (* 31. Januar 1874 in Oppeln; † 25. Dezember 1943 in Ratibor) war ein deutscher Geophysiker und Seismologe.

## Leben
Carl Mainka wurde in Oppeln geboren und studierte in Breslau. Dort promovierte er 1900 (bei Zimmermann, Neugebauer) zum Dr. phil. mit dem Thema „Untersuchung über die Verlängerung des Mondkörpers nach der Erde zu“. Seine ersten Tätigkeiten führten Carl Mainka zu den Sternwarten in Hamburg, Bonn und Göttingen. Seit 1906 arbeitete er als Assistent an der Hauptstation für Erdbebenforschung in Straßburg. Ab 1920 weilte er in Göttingen und war dort von 1921 bis 1925 Abteilungsleiter bei der Firma ERDA.
Im Jahr 1926 lebte Mainka in Ratibor, wo er mit dem Aufbau einer seismischen Station begann, die noch heute ihren Zweck erfüllt. Es handelt sich um das Schlesische Geophysikalische Observatorium Racibórz (Śląskie Obserwatorium Geofizyczne w Raciborzu). Im gleichen Jahr übernahm Mainka eine Professur an der damaligen Schlesischen Friedrich-Wilhelms-Universität zu Breslau.
In mehreren Stationen installierte er selbst entwickelte Messgeräte. Ein Gerät ist unter der Bezeichnung Horizontalseismometer mit seinem Namen verbunden (Mainkapendel genannt). Ferner gehören zu seinen Leistungen auf diesem Sektor auch ein Erschütterungsmesser und das bifilare Kegelpendel.
Nach dem Prinzip des Mainkapendels konstruierte Ion Curea zwei Horizontalseismographen für die neue seismographische Station der Universität Timișoara, die 1942 in Betrieb genommen wurden. Diese Konstruktionsarbeiten erhielten durch den damaligen Bürgermeister große Unterstützung und konnten mit Hilfe des ansässigen Fabrikanten Moklosi zu Ende geführt werden.
Die seismologischen Forschungsarbeiten im Bergbaugebiet Oberschlesiens führte Carl Mainka bis zu seinem Tod fort. Sein Nachlass befindet sich heute hauptsächlich in Racibórz. Die Beisetzung fand auf dem evangelischen Friedhof in Ratibor statt.

### Besondere Leistungen
Im Zuge seiner Arbeiten schuf er das erste seismische Netz in Europa. Dazu gehören die Messpunkte in Ratibor, Hindenburg, Beuthen, Gleiwitz, Biskupice (Ortsteil von Zabrze), Peiskretscham sowie in einer 500 m tief liegenden Bergwerksstation in Roßberg (heute Rozbark, Ortsteil von Bytom).
Carl Mainka war als Herausgeber der Reihe Sammlung geophysikalischer Schriften (im Verlag Gebr. Bornträger, Berlin erschienen) tätig und Mitglied der Deutschen Geophysikalischen Gesellschaft – DGG (1922–1924 Deutsche Seismologische Gesellschaft).

### Patentstreit
Carl Mainka führte einen Streit um die Patentfähigkeit eines „Verfahrens zur Ermittlung des Aufbaus von Gebirgsschichten“ gegen dessen Einreicher Ludger Mintrop, der sich von 1919 bis 1930 erstreckte. Zunächst erwirkte er beim Reichspatentamt 1927 eine Nichtigkeitserklärung des DRP 371963, die aber mit einem Urteil vom Reichsgericht Leipzig am 28. Juni 1930 rechtswirksam wieder aufgehoben wurde.